# Tricoris
Els tricoris (en llatí: Tricorii, en grec antic Τρικόριοι) van ser un poble celto-lígur que van viure entre el Roine i els Alps.
Titus Livi els esmenta en narrar la marxa d'Hanníbal quan va creuar els Alps i diu que eren veïns dels voconcis, però en un altre passatge diu que després dels voconcis venien els iconis i després els tricoris, i a prop d'ells hi havia els medul·les. De tot això cal suposar que els tricoris vivien a la vall del riu Drac, una branca de l'Isere, però això és incompatible amb el fet que Hanníbal passés per aquell lloc en direcció als Alps. També en parla Estrabó.

## Etimologia
L'etimologia del terme «Tricorii» és semblant a la de diversos grups celtes. El primer element tri- vol dir « tres » (atestat en nombroses inscripcions gal·les, cf. Tarvos Trigaranus, el «Toro de les tres grues»). El segon element corios vol dir «exèrcit» i es retroba a l'etnònim Petrocorii «els dels quatre exèrcits» i els Coriosolites, així com dins diversos topònims i noms de persona. Es tracta del mateix mot present a les llengües cèltiques modernes (cf. irlandès cuire traduït «tropa» o «exèrcit»; bretó antic cor- que vol dir «família», «tropa»), un parent del germànic *hari- (en gòtic harjis transcrit «exèrcit» i en alt alemany antic hari amb idèntic significat) i del grec κοίρανος ('koiranos') «cap d'exèrcit».
El sentit general de Tricorii seria doncs aquells dels «tres exèrcits» o « els tres clans ».